# Прешернова награда
Прешернова награда и награда Прешерновог фонда су највећа признања Словеније на подручју уметности и у прошлости такође на подручју науке. Награда је добила име по познатом словеначком песнику Францету Прешерну
.
Награду додељује „Прешернов фонд“. Награда се додељује за радове најмање старе две године. Награду добијају појединачни уметници али и групе аутора. Награде се добија у принципу само једанпут у животу..
Награде се додељују на словеначки културни празник - Прешернов дан.

## Историја
Прешернова награда се награђује од 1947. према одредби која је усвојена годину дана раније. Прва награда је додељена 8. фебруара тј. на Прешернов дан, дан на који се обележава смрт славног словеначког песника Францета Прешерна. Први закон о награди донет је 1955. По њему Награда је добила данашње име и основан је Прешернов фонд. Од 1961. награде се додељују за животно дело. Тада се такође уводи и награда Прешерновог фонда и награда се додељује искључиво за заслуге на подручју уметности. Године 1982. фонд долази у надлежност Културне заједнице Словеније. По Закону о Прешерновој награди из 1991. фонд ради по надзором словеначког административног тела задуженог за културу.. По том закону је одређено да највише може бити додељено две награде. Највише награда икад додељених је три Прешернове награде и десет награда Прешерновог фонда.